# 地代家賃
地代家賃（ちだいやちん）とは、事業所や工場などの賃借料、駐車場や借地の使用料のことである。勘定科目の一つ（費用）。

## 特徴
- 固定費である。売上高が上がっても下がっても支払額に影響しない。
- 例外として、商業施設では売上高に応じて変動する「歩合賃料」がある。
- 翌月分を当月中に前払いするのが通常である。
- 保証金、礼金、敷金がかかってしまう。
- 家賃の外に共益費や管理費がかかることがある。
- 原則として、地代と住宅家賃は消費税は非課税だが、住宅以外の家賃は課税である。